# Christian Lundgaard
Christian Lundgaard (Hedensted, 23 juli 2001) is een Deens autocoureur. Hij is de zoon van voormalig rallycoureur Henrik Lundgaard.

## Carrière
Lundgaard begon zijn autosportcarrière in het karting in 2012. In zijn eerste seizoen in de karts won hij direct de Cadett Junior-klasse van de Deense Kart Cup en in 2013 eindigde hij als tweede in dezelfde klasse in het nationale kampioenschap. In 2014 nam hij voor het eerst deel aan internationale races en werd in de KF Junior-klasse dertiende in het wereldkampioenschap en 24e in het Europees kampioenschap. In 2015 wist hij zich flink te verbeteren en werd hij Europees kampioen in de KF Junior-klasse. Dat jaar werd hij ook kampioen in de South Garda Winter Cup. In 2016 reed hij zijn laatste seizoen in de karts en werd hij tweede in het Deens kampioenschap in de OK-klasse, derde in de WSK Champions Cup en vierde in de WSK Final Cup, rijdend voor het team van Formule 1-coureur Daniel Ricciardo.
In 2017 maakte Lundgaard de overstap naar het formuleracing, waarin hij voor MP Motorsport een dubbel programma reed in zowel het SMP als Spaanse Formule 4-kampioenschap. Hiernaast werd hij ook opgenomen in de Renault Sport Academy, het opleidingsprogramma van het Formule 1-team Renault. In het SMP-kampioenschap won hij tien races en werd hij kampioen met 292 punten. In het Spaanse kampioenschap won hij zeven races en werd hij eveneens kampioen met 330 punten. Daarnaast reed hij één raceweekend in het Deense Formule 4-kampioenschap voor het team van zijn vader op de Ring Djursland, waarin hij één keer op het podium stond.
In 2018 maakte Lundgaard de overstap naar zowel de Eurocup Formule Renault 2.0 als de Formule Renault 2.0 NEC, waarbij hij zijn samenwerking met MP Motorsport voortzette. In de Eurocup won hij zijn eerste race op het Autodromo Nazionale Monza en voegde hier later in het seizoen nog drie overwinningen aan toe op Spa-Francorchamps, de Hungaroring en het Circuit de Barcelona-Catalunya. Hierdoor eindigde hij achter Max Fewtrell als tweede in het kampioenschap met 258 punten. In de NEC deed hij na het eerste raceweekend enkel mee als gastcoureur, en won zo twee races op Spa-Francorchamps en de Hungaroring. Daarnaast debuteerde hij dat seizoen in de GP3 Series bij MP als vervanger van Will Palmer tijdens de races op het Circuit Paul Ricard en eindigde hierin als twaalfde en dertiende.
In 2019 maakt Lundgaard zijn Formule 3-debuut in het nieuwe FIA Formule 3-kampioenschap, waarin hij uitkomt voor het team ART Grand Prix. Hij won oorspronkelijk de seizoensopener in Barcelona, maar kreeg een straf van vijf seconden omdat hij zich tijdens de race te ver achter de safety car liet zakken en stond zodoende als tweede op het podium. Op de Hungaroring won hij uiteindelijk zijn enige race van het seizoen. Dit bleven zijn enige podiumfinishes van het jaar en met 97 punten werd hij zesde in het klassement. Aan het eind van het jaar nam hij deel aan de Grand Prix van Macau, waarin hij vierde werd. In het daaropvolgende weekend debuteerde hij in de Formule 2 bij het team van Trident als vervanger van Ralph Boschung in de seizoensfinale op het Yas Marina Circuit, waarin hij de races als veertiende en twaalfde eindigde.
In 2020 maakte Lundgaard zijn fulltime debuut in de Formule 2, waarin hij zijn samenwerking met ART Grand Prix voortzette. Hij won twee races op de Red Bull Ring en het Circuit Mugello en behaalde podiumplaatsen in vier andere races: tweemaal op Silverstone en tweemaal op Monza. Met 149 punten werd hij zevende in de eindstand.
In 2021 bleef Lundgaard actief bij het Formule 2-team van ART. Hij kende een moeilijk seizoen, waarin hij slechts driemaal op het podium finishte op het Bahrain International Circuit, Silverstone en Monza. Met 50 punten zakte hij naar de twaalfde plaats in het eindklassement. Dat jaar startte hij ook in een race in de IndyCar Series op de Indianapolis Motor Speedway bij het team Rahal Letterman Lanigan Racing. Hij lag een aantal ronden aan de leiding, maar finishte de race uiteindelijk als twaalfde.
In 2022 rijdt Lundgaard een volledig seizoen in de IndyCar voor RLL Racing. Bij de race op Indy Grand Prix behaalt hij met een tweede plek zijn enige podium dat jaar en eindigt het seizoen met 323 punten op de 14e plek. Lundgaard is daarmee de beste rookie wordt uitgeroepen tot Rookie of the Year.
In 2023 won hij op 16 juli zijn eerste Indycarrace in Toronto.